# Semión Jojriakov
Semión Vasílievich Jojriakov (en ruso: Семён Васильевич Хохряков; Kolega, Imperio ruso, 31 de diciembre de 1915 – cerca de Cottbus, Alemania nazi, 17 de abril de 1945) fue un comandante de batallón de tanques T-34 que combatió en las filas del Ejército Rojo (56.º Brigada de Tanques de la Guardia del 7.º Cuerpo de Tanques de la Guardia del 3.er Ejército de Tanques) durante la Segunda Guerra Mundial. En el curso de dicho conflicto recibió dos veces el título de Héroe de la Unión Soviética.

## Biografía

### Infancia y juventud
Semión Jojriakov nació el 31 de diciembre de 1915 en el seno de una familia de campesinos rusos, en Kolega, una pequeña localidad rural situada en la Gobernación de Perm (ahora  en el raión de Yetkul en el óblast de Cheliábinsk en Rusia), entonces parte del Imperio ruso. Quedó huérfano a una edad muy temprana después de que su padre muriera en combate en la Guerra civil rusa y su madre falleciera poco después. Él y sus hermanas fueron criados por su abuelo, pero después de la muerte del hombre, los niños fueron enviados a un orfanato.
En 1931, después de completar su educación inicial, Jojriakov asistió a la escuela de comercio y se formó como electricista y mecánico hasta 1934. Desde entonces hasta que fue reclutado por el Ejército Rojo en 1937, trabajó como electricista en una mina en Kopeisk.
Una vez en el Ejército Rojo, estuvo estacionado en el Distrito Militar de Kiev y, después de graduarse en la escuela de tanques, se convirtió en oficial político adjunto del 60.º Batallón de Reconocimiento Independiente en 1938. En septiembre de ese mismo año ingresó en la Academia Político Militar Lenin, donde se graduó en 1939. Como oficial político subalterno, asumió el puesto de subcomandante de escuadrón de asuntos políticos del 1.er Grupo de Ejércitos en mayo, y poco después fue enviado a Mongolia para luchar contra Japón en la batalla de Jaljin Gol. Por sus acciones en dicho conflicto fue galardonado con la Medalla al Valor y la Orden de la Estrella Polar.
En 1939 se afilió al Partido Comunista y, antes del comienzo de 1940, fue instructor del departamento político del regimiento. En mayo de 1941 se graduó de la Academia Militar Frunze y luego ocupó el puesto de subcomandante de un batallón de tanques del 109.º Regimiento de Tanques.

### Segunda Guerra Mundial
Al mes de graduarse en la academia tuvo su bautismo de fuego en la Segunda Guerra Mundial. Inicialmente tomó parte en las operaciones defensivas en el Frente Sudoccidental, luego, a principios de julio, fue transferido al 21.º Ejército del Frente Occidental. Donde participó en contraataques en la defensa de Smolensk y Bobruisk. En agosto fue transferido nuevamente, en este caso al 117.º Batallón de Tanques en el Frente Occidental, donde ocupó el puesto de subcomandante y ascendió formalmente al rango de oficial político en septiembre. Después del éxito en la batalla de Moscú, fue herido cerca de Vélizh en mayo de 1942, pero pudo regresar a su batallón, después de recuperarse de sus heridas.
Ese mismo año fue ascendido al grado mayor. Debido a que sus continuas solicitudes para cambiar de un puesto de instructor político a uno de combate, fue asignado a un batallón de tanques y más tarde a una compañía donde permaneció hasta agosto de 1943. Poco después de graduarse en un curso de capacitación del personal de mando en la Escuela Blindada Molotov en diciembre, recibió el mando del 209.º Batallón de Tanques de la 54.ª Brigada de Tanques de la Guardia del 7.º Cuerpo de Tanques de la Guardia. Durante su mando, el batallón participó en ofensivas exitosas contra el Eje en Ucrania y Polonia; oficialmente, las tripulaciones de tanques bajo su mando destruyeron cuatro tanques, seis morteros, cinco vehículos, cuatro rifles antitanque, capturaran a veintiséis prisioneros y mataron a más de cien combatientes enemigos durante dos semanas en marzo, comenzando el 4 de marzo de 1944. El 18 de marzo de 1944 resultó herido en combate y el 24 de mayo de 1944 recibió el título de Héroe de la Unión Soviética.
Después de recuperarse, pudo participar en la ofensiva del Vístula-Óder, durante la cual su unidad avanzó más de 200 kilómetros hacia Polonia en enero de 1945, lo que resultó en la expulsión del Eje de la ciudad de Częstochowa. En esa batalla, el Ejército Rojo pudo eliminar una gran cantidad de equipo alemán con relativamente pocas pérdidas. Fue nominado para recibir el título de Héroe de la Unión Soviética por segunda vez por sus acciones durante los combates en la ciudad, así como en los cruces de los ríos Nida, Pilica y Warta. El 10 de abril de 1945, recibió su segunda Estrella de Oro de Héroe de la Unión Soviética. Muy poco tiempo después murió en combate a unos 100 kilómetros de Berlín, cerca de Cottbus, antes de recibir su premio en persona. En la mañana del 17 de abril de 1945, su tanque que avanzaba fue emboscado y resultó herido, Jojriakov se acercó a un tanque cercano en busca de ayuda, pero murió al explotar un proyectil. Fue enterrado en Vasylkiv, en el óblast de Kiev.

## Condecoraciones

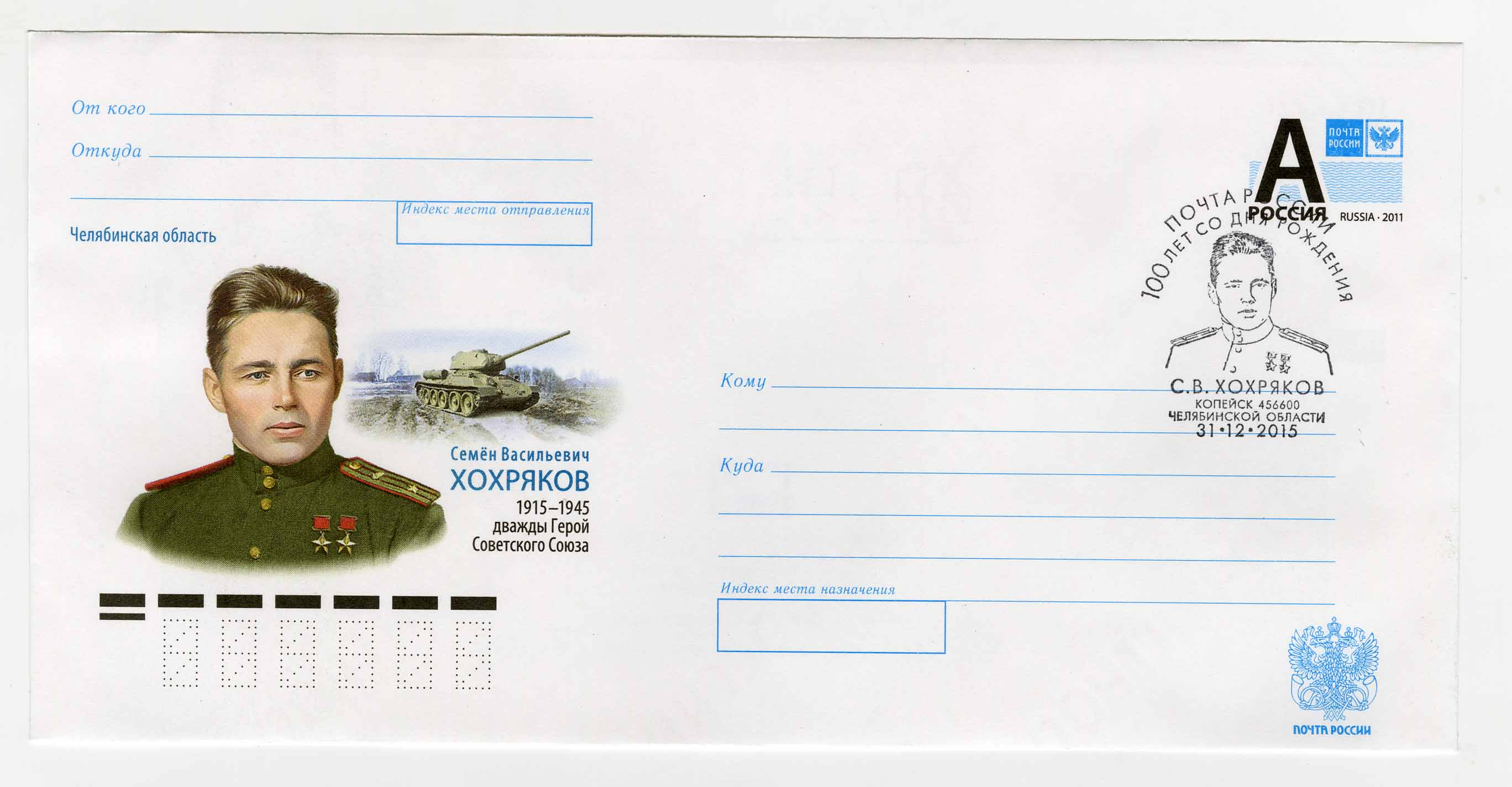
Sobre postal ruso de 2015 con la imagen de Semión Jojriakov

A lo largo de su carrera militar Semión Jojriakov fue galardonado con las siguientes condecoraciones
|  | Héroe de la Unión Soviética, dos veces (24 de mayo de 1944 y 10 de abril de 1945) |
|  | Orden de Lenin (24 de mayo de 1944)                                               |
|  | Medalla al Valor (17 de noviembre de 1939)                                        |
|  | Orden de la Estrella Polar (Mongolia) (1939)                                      |